# ایزوکا، فوکوئوکا
ایزوکا در استان فوکوئوکا در کشور ژاپن  واقع شده‌است  که دارای جمعیت ۱۳۲٬۲۰۸ نفر و مساحت ۲۱۴٫۱۳ کیلومتر مربع با تراکم جمعیت ۶۱۷  نفر در کیلومترمربع است و در تاریخ ۲۶ مارس ۲۰۰۶ به عنوان شهر شناخته شد.